# Сутінки (фільм, 1988)
«Сутінки» — фантастичний фільм Пола Меєрсберга, знятий в 1988 році. Є вільною екранізацією повісті Айзека Азімова «Прихід ночі». Прем'єра відбулася у квітні 1988 році в США.

## Сюжет
Дія фільму відбувається на планеті, де тривалість дня обчислюється не годинами, як на Землі, а тисячоліттями. Внаслідок цього, покоління, що живуть при «вічному» дні, сприймають розповіді про ночі як казки. Однак момент настання сутінків, а за ними й ночі, все ближче і небезпеку, що загрожує цивілізації, усвідомлює лише жменька вчених. Інші ж мешканці планети або не вірять в це, або вважають, що наступ темряви означає кінець світу.

## В ролях
- Девід Бірні[en] — Етон,
- Сара Дуглас[en] — Роа,
- Алексіс Каннер[en] — Сор,
- Андра Мілліан — Ана,
- Старр Андреефф — Бет,
- Чак Хейворд — Кін,
- Джонатан Емерсон — Архітектор,
- Сьюзі Ліндеман - Боффін,
- Расселл Віггінс - Зол,
- Ларрі Хенкін - король пустелі.

## Цікаві факти
- Фільм був відзнятий у Аркосанті (штат Аризона, США), експериментальному місті, архітектура якого покликана мінімально впливати на навколишнє середовище [1].
- У 2000 році за цим же оповіданням Азімова режисером Гвінет Гіббі був знятий новий фільм[2].